# Новый Малмыж
Новый Малмыж — деревня в Малмыжском районе Кировской области. Входит в состав Каксинвайского сельского поселения. Расположена в 15 км от реки Вятка.

## Население
По данным переписи населения 2010 году в деревне Новый Малмыж проживают 53 человека.